# Stadio Pier Cesare Tombolato
Das Stadio Pier Cesare Tombolato ist ein Fußballstadion mit Leichtathletikanlage in Cittadella. Die Stadt Cittadella liegt in der Provinz Padua in der italienischen Region Venetien.

## Geschichte
Die Sportanlage wurde 1981 eröffnet. Zu der überdachten Haupttribüne (West) kommt die unüberdachte Gegentribüne. Der Rang im Norden ist für die Gästefans vorgesehen. Der Name geht auf den ehemaligen, jungen Torhüter Pier Cesare Tombolato zurück. Er kam 1957 mit nur 18 Jahren bei einem Zusammenprall während eines Spiels ums Leben.
Nach dem Aufstieg in die Serie B spielte der AS Cittadella in den Jahren 2000 bis 2002 im Stadio Euganeo in Padua; da das Stadion in Cittadella nur rund 4.000 Plätze hatte und nicht den Anforderungen entsprach. Zum erneuten Aufstieg 2008 wurde das Pier Cesare Tombolato modernisiert und erweitert; damit man nicht wieder in ein fremdes Stadion umziehen müsse. Der italienische Fußballverband FIGC erteilte eine Ausnahmegenehmigung, da Stadien der Serie B mindestens 10.000 Plätze haben müssen.
Zu den ersten Heimspielen der Saison musste der Verein nach Treviso ins Stadio Omobono Tenni ausweichen, weil die Arbeiten im Stadion noch nicht abgeschlossen waren. Das erste Spiel der Saison im renovierten Stadion fand am 29. November 2008 zwischen dem AS und AC Ancona (0:0) statt.
Die Anlage bietet nach dem Umbau 7.623 Sitzplätze.
- Westtribüne: 1.253 Plätze
- Osttribüne: 5.226 Plätze
- Nordkurve: 1.144 Plätze